# Federazione cestistica della Tanzania
La Federazione cestistica della Tanzania è l'ente che controlla e organizza la pallacanestro in Tanzania.
La federazione controlla inoltre la nazionale di pallacanestro della Tanzania e ha sede a Dar-es-Salaam.
È affiliata alla FIBA dal 1968 e organizza il campionato di pallacanestro della Tanzania.